# Ibedul Louch

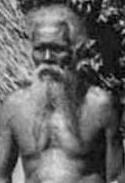
Ibedul Louch, ca. 1913.

Louch war Ibedul (High Chief) von Koror in Deutsch-Neuguinea von 1911 bis 1917.

## Vermächtnis
Louch teilte seinen Grundbesitz zwischen seinem adoptierten Sohn Umong, der Tochter Ibuuch, der Stieftochter Ross, sowie Dirrablong, der „wie ein Kind“ („like a child“) für ihn war. Daraus entwickelte sich ein Rechtsstreit über den Landbesitz zwischen Ibuuch, Dirrablong und deren Erben, der durch Vermittlung japanischer Gerichte beigelegt wurde, da Palau zu der Zeit zum Japanischen Südseemandat ghörte. Es wurde geurteilt, dass unter anderen, lot nr. 1459 und 1460 Dirrablong und ihren Nachkommen zugesprochen wurde.